# Eltmannsee
Eltmannsee ist der kleinste Stadtteil von Waldkappel im nordhessischen Werra-Meißner-Kreis.

## Geographische Lage
Eltmannsee liegt rund sechs Kilometer südwestlich der Waldkappeler Kernstadt. Etwa 2,5 km nordöstlich erhebt sich das Ziegenküppel mit einem Aussichtsturm und südwestlich steigt das Gelände zur Stölzinger Kuppe an. Etwas östlich entspringt der nicht durch die Ortschaft fließende Hosbach. Am südlichen Ortsrand treffen sich die Landesstraßen 3249 und 3459.

## Geschichte

### Ortsgeschichte
Die älteste bekannte schriftliche Erwähnung von Eltmannsee erfolgte unter dem Namen Eltwinzse im Jahr 1278. Mitten im Dorf liegt der etwa sechs Meter tiefe Eltmannsee, der dem Ort seinen Namen gab.
Im Zuge der Gebietsreform in Hessen wurde die bis dahin selbständige Gemeinde Eltmannsee kraft Landesgesetz zum 1. Januar 1974 in die Stadt Waldkappel eingegliedert. Gleichzeitig wechselte die Stadt Waldkappel mit dem Kreis Eschwege in den neu gegründeten Werra-Meißner-Kreis. Für Eltmannsee, sowie für alle ehemals eigenständigen Gemeinden von Waldkappel und die Kerngemeinde wurde ein Ortsbezirk mit Ortsbeirat und Ortsvorsteher nach der Hessischen Gemeindeordnung gebildet.

### Verwaltungsgeschichte im Überblick
Die folgende Liste zeigt die Staaten und Verwaltungseinheiten, denen Eltmannsee angehört(e):
- vor 1567: Heiliges Römisches Reich, Landgrafschaft Hessen, Amt Spangenberg
- ab 1654: Heiliges Römisches Reich, Landgrafschaft Hessen-Kassel, Amt Spangenberg
- ab 1806: Landgrafschaft Hessen-Kassel, Amt Spangenberg
- 1807–1813: Königreich Westphalen, Departement der Werra, Distrikt Eschwege, Kanton Bischhausen
- ab 1815: Kurfürstentum Hessen, Amt Spangenberg[7]
- ab 1821/22: Kurfürstentum Hessen, Provinz Niederhessen, Kreis Eschwege[8][Anm. 2]
- ab 1848: Kurfürstentum Hessen, Bezirk Eschwege
- ab 1851: Kurfürstentum Hessen, Provinz Niederhessen, Kreis Eschwege
- ab 1867: Norddeutscher Bund[Anm. 3], Königreich Preußen, Provinz Hessen-Nassau, Regierungsbezirk Kassel, Kreis Eschwege
- ab 1871: Deutsches Reich,  Königreich Preußen, Provinz Hessen-Nassau, Regierungsbezirk Kassel, Kreis Eschwege
- ab 1918: Deutsches Reich, Freistaat Preußen, Provinz Hessen-Nassau, Regierungsbezirk Kassel, Kreis Eschwege
- ab 1944: Deutsches Reich, Freistaat Preußen, Provinz Kurhessen, Landkreis Eschwege
- ab 1945: Amerikanische Besatzungszone, Groß-Hessen, Regierungsbezirk Kassel, Landkreis Eschwege
- ab 1946: Amerikanische Besatzungszone, Land Hessen, Regierungsbezirk Kassel, Landkreis Eschwege
- ab 1949: Bundesrepublik Deutschland, Land Hessen, Regierungsbezirk Kassel, Landkreis Eschwege
- ab 1974: Bundesrepublik Deutschland, Land Hessen, Regierungsbezirk Kassel, Werra-Meißner-Kreis, Stadt Waldkappel[Anm. 4]

## Bevölkerung

### Einwohnerstruktur 2011
Nach den Erhebungen des Zensus 2011 lebten am Stichtag dem 9. Mai 2011 in Eltmannsee 42 Einwohner. Darunter waren Akeine Ausländer.
Nach dem Lebensalter waren 45 Einwohner unter 18 Jahren, 15 zwischen 18 und 49, 9 zwischen 50 und 64 und 12 Einwohner waren älter. Die Einwohner lebten in 15 Haushalten. Davon waren 3 Singlehaushalte, 3 Paare ohne Kinder und 6 Paare mit Kindern, sowie 3 Alleinerziehende und keine Wohngemeinschaften. In 3 Haushalten lebten ausschließlich Senioren und in 6 Haushaltungen lebten keine Senioren.

### Einwohnerentwicklung
| Quelle: Historisches Ortslexikon |                                  |
| • Mitte 16. Jahrhundert          | Nach Wüstungsphase Neubesiedlung |
| • 1585:                          | 4 Hausgesesse                    |
| • 1747:                          | 10 Haushaltungen                 |

| Eltmannsee: Einwohnerzahlen von 1834 bis 2015 | Eltmannsee: Einwohnerzahlen von 1834 bis 2015 | Eltmannsee: Einwohnerzahlen von 1834 bis 2015 | Eltmannsee: Einwohnerzahlen von 1834 bis 2015 | Eltmannsee: Einwohnerzahlen von 1834 bis 2015 |
| --- | --------------------------------------------- | --------------------------------------------- | --------------------------------------------- | --------------------------------------------- |
| Jahr |                                               |                                               |                                               | Einwohner                                     |
| 1834 | 1834                                          |                                               | 81                                            | 81                                            |
| 1840 | 1840                                          |                                               | 77                                            | 77                                            |
| 1846 | 1846                                          |                                               | 68                                            | 68                                            |
| 1852 | 1852                                          |                                               | 67                                            | 67                                            |
| 1858 | 1858                                          |                                               | 68                                            | 68                                            |
| 1864 | 1864                                          |                                               | 77                                            | 77                                            |
| 1871 | 1871                                          |                                               | 78                                            | 78                                            |
| 1875 | 1875                                          |                                               | 69                                            | 69                                            |
| 1885 | 1885                                          |                                               | 66                                            | 66                                            |
| 1895 | 1895                                          |                                               | 60                                            | 60                                            |
| 1905 | 1905                                          |                                               | 60                                            | 60                                            |
| 1910 | 1910                                          |                                               | 67                                            | 67                                            |
| 1925 | 1925                                          |                                               | 79                                            | 79                                            |
| 1939 | 1939                                          |                                               | 67                                            | 67                                            |
| 1946 | 1946                                          |                                               | 133                                           | 133                                           |
| 1950 | 1950                                          |                                               | 114                                           | 114                                           |
| 1956 | 1956                                          |                                               | 77                                            | 77                                            |
| 1961 | 1961                                          |                                               | 74                                            | 74                                            |
| 1967 | 1967                                          |                                               | 57                                            | 57                                            |
| 1970 | 1970                                          |                                               | 63                                            | 63                                            |
| 1980 | 1980                                          |                                               | ?                                             | ?                                             |
| 1987 | 1987                                          |                                               | 56                                            | 56                                            |
| 2000 | 2000                                          |                                               | ?                                             | ?                                             |
| 2011 | 2011                                          |                                               | 42                                            | 42                                            |
| 2015 | 2015                                          |                                               | 42                                            | 42                                            |
| Datenquelle: Historisches Gemeindeverzeichnis für Hessen: Die Bevölkerung der Gemeinden 1834 bis 1967. Wiesbaden: Hessisches Statistisches Landesamt, 1968. Weitere Quellen: LAGIS; Stadt Waldkappel; Zensus 2011 |                                               |                                               |                                               |                                               |

### Historische Religionszugehörigkeit
| • 1885: | 65 evangelische (= 98,48 %), ein katholischer (= 1,52 %) Einwohner |
| • 1961: | 63 evangelische (= 85,14 %), 11 katholische (= 14,86 %) Einwohner  |